# نهر لا كولي (كاليدونيا الجديدة)
نهر لا كولي هو نهر في كاليدونيا الجديدة. تبلغ مساحة مستجمعه المائي 92 كيلومترًا مربعًا. 